# 瓦卡托比县
瓦卡托比县（印尼语：Kabupaten Wakatobi）是印度尼西亚东南苏拉威西省的一个县，县治位于旺伊旺伊。2003年12月18日，印尼政府批准印度尼西亚共和国2003年第29号法令宣布成立瓦卡托比县，全县面积823平方千米，2010年普查人口为93,095。
瓦卡托比海上国家公园成立于1996年，总面积1,390,000公顷，具有多样性的海洋生物和良好的珊瑚礁。

## 历史
印尼独立之前，瓦卡托比由布顿苏丹国统治。印尼独立后，东南苏拉威西省成立，此时的瓦卡托比属布顿县。2003年瓦卡托比县成立，首任县摄政是Syarifudin Safaa。最初成立的瓦卡托比县仅由5个区构成，2005年新设立2个区，2007年新设1区。

## 地理
瓦卡托比县位于东南苏拉威西省的东南部，地理上主要由图康伯西群岛构成。全县土地面积823平方公里，海域面积估算为18377.31平方公里。
瓦卡托比县和印尼的其他地区一样，只有两个季节，即雨季和旱季，属热带气候。

## 行政区划
瓦卡托比县目前下辖8个区（Kecamatan）。
| 区                             | 人口 2010普查 |
| ------------------------------ | ------------- |
| Binongko 比农科                | 8,385         |
| Togo Binongko                  | 4,701         |
| Tomia                          | 6,907         |
| Tomia Timur                    | 8,460         |
| Kaledupa 卡莱杜帕              | 9,999         |
| Kaledupa Selatan 南卡莱杜帕    | 6,644         |
| Wangi-wangi 旺伊旺伊           | 23,362        |
| Wangi-wangi Selatan 南旺伊旺伊 | 24,637        |

## 人口
2000年人口普查，瓦卡托比县所在地区总人口87,793人，包括男性42,620人和女性45,173人。三年之后在2003年举行选民登记和连续性人口普查的结果显示全县人口为91,497，年人口增长率为1.41%。
南旺伊旺伊区人口最多，占全县的23.37%，其次是旺伊旺伊区占19.05%。人口密度最大的区是卡莱杜帕区，人口密度达166人/平方公里。
2003年瓦卡托比县15岁以下人口占总人口34.55%，全县男女性别比为96.12%。县内共有8个民族，人口最多的瓦卡托比族占总人口91.33%。

## 经济
木薯是瓦卡托比县的主要农作物，另外还有红薯、玉米、水稻、花生等。水果种植以芒果香蕉和橘子为主，经济作物以椰子为主，其次是腰果。
2003年瓦卡托比县有牛308头，相比2002年存栏量增加60.42%（192头）。
直到2003年，瓦卡托比县一直没有工业，仅有规模不大的家庭手工业。
2013年，瓦卡托比县共接待游客11,650人。

## 资料来源
1. ↑  Biro Pusat Statistik, Jakarta, 2011.
2. ↑  Natisha Andarningtyas. . February 6, 2014  [2017-05-29]. （原始内容存档于2017-10-15）.